# بطاقة كفاءة الطاقة (السعودية)
بطاقة كفاءة الطاقة السعودية (Saudi Label & Standard) بطاقة رقابية استرشادية ملزمة، توضع على الأجهزة الكهربائية والمركبات والإطارات في السعودية، أقرتها الهيئة السعودية للمواصفات والمقاييس والجودة، بالتعاون مع المركز السعودي لكفاءة الطاقة، وبالتنسيق مع وزارتي التجارة والاستثمار، والطاقة والصناعة والثروة المعدنية، والهيئة العامة للجمارك، ويجري التعامل بها منذ عام 2012، ويواجه مزورو البطاقة الذين لا يلتزمون بوضعها على المنتجات الملاحقة القانونية.
تمكن بطاقة كفاءة الطاقة المستهلك من المقارنة بين الأجهزة الكهربائية والمركبات والإطارات، بحسب كفاءتها في استهلاك الطاقة، أو الوقود، والتماسك على الأسطح الرطبة بالنسبة للإطارات، وكان القياس يعتمد على عدد محدد من النجوم في البطاقة، قبل تبديله إلى المستويات في 1 سبتمبر 2019.
وتحتوي البطاقة على البيانات الأساسية للمنتجات، ونسبة استهلاكها للطاقة، ومعلومات أخرى بحسب كل منتج. وتصدر منها ثلاثة أنواع: بطاقة اقتصاد الوقود، بطاقة كفاءة الطاقة للأجهزة الكهربائية، بطاقة الإطارات.

## بطاقة كفاءة الطاقة للمركبات
يطلق عليها بطاقة اقتصاد الوقود، وتوضع بغرض توعية المستهلك بكفاءة الطاقة في المركبات الخفيفة (التي يقل وزنها عن 3500 كجم)، ويتم قياس كفاءة المركبات عبر مقياس اقتصاد الوقود، ويقصد به مسافة الكيلومترات المقطوعة لكل لتر من الوقود المستهلك.
تحتوي البطاقة على اسم الشركة المصنعة للمركبة، وطرازها، وسعة المحرك، وسنة الموديل، ونوع المركبة المقسم إلى فئتين: بطاقة سيارات الركوب وبطاقة الشاحنات الخفيفة، ويحتوي منتصف البطاقة على  6مستويات مقسمة بحسب استهلاك المركبة للوقود، أعلاها ممتاز وأدناها سيئ جدا، أما الجزء السفلي فيوضع فيه اقتصاد الوقود كتابة وبالأرقام العربية والإنجليزية، إلى جانب نوع الوقود الموصى به في السعودية من قبل الشركة الصانعة، وشعار الهيئة والصيغة القانونية للإلزام بالبطاقة.

## بطاقة كفاءة الطاقة للأجهزة الكهربائية
توضع بطاقة كفاءة الطاقة للأجهزة الكهربائية على أجهزة التكييف، والتبريد التي تشمل "الثلاجات والفريزرات"، إضافة للغسالات ومجففات الملابس، والسخانات، والإنارة وتضم البطاقة بيانات أساسية عن الجهاز، كنوعه وطرازه، وعلامته التجارية، واستهلاكه للطاقة الكهربائية، ومواصفات الاختبار، وتأتي على 7 مستويات أعلاها الأخضر للأجهزة الأعلى كفاءة والأقل استهلاكاً للطاقة الكهربائية وأدناها الأحمر.

## بطاقة كفاءة الطاقة للإطارات
تصدر البطاقة في نوعين، نوع الشركة (أ)، والشركة (ب)، وتحتوي على قسمين، قسم يوضح مقدار توفير الوقود الذي يحققه الإطار المعني، والقسم الآخر يوضح مستويات التماسك على الأسطح الرطبة، ويعبر عنهما بـ 6 مستويات يدل عليها مؤشر أسود، أعلاها ممتاز وأقلها سيئ وسيئ جدا.

## مخالفات بطاقة كفاءة الطاقة
تجري وزارة التجارة والاستثمار بالتعاون مع الهيئة السعودية للمواصفات والمقاييس والجودة، والمركز الوطني لحفظ الطاقة، جولات رقابية على منافذ البيع لرصد مخالفات بطاقة كفاءة الطاقة.
تشمل المخالفات إزالة البطاقة أو تغطيتها، واحتواءها على معلومات خاطئة، ووضع ملصقات تالفة، ووضع البطاقات باللونين الأبيض والأسود، أو الاكتفاء بوضع البطاقات الأوروبية والخليجية دون السعودية، وعلى ضوء ذلك تحرر المخالفات ويتم حجز المنتجات من قبل الوزارة.